# 2 Coríntios 11
2 Coríntios 11 é o décimo-primeiro capítulo da Segunda Epístola aos Coríntios, de autoria do Apóstolo Paulo, no Novo Testamento da Bíblia.

## Estrutura
A Tradução Brasileira da Bíblia organiza este capítulo da seguinte maneira:
- 2 Coríntios 11:1-15 - Paulo continua a sua defesa
- 2 Coríntios 11:16-33 - Os sofrimentos de Paulo por amor do evangelho